# 永田光男
永田 光男（ながた みつお、1914年12月24日 - 没年不明）は、日本の俳優。本名は猪狩光男。旧芸名は市川光男。

## 経歴
中野商業学校卒業。
1933年に東宝劇団に入団。ロッパ一座、関西新派を経て、1943年に松竹京都撮影所に入社。

## 出演

### 映画
- 北方に鐘が鳴る（1943年） - 圭太郎
- 女優須磨子の恋（1947年） - 沢田正二郎
- 夜の女たち（1948年） - 栗山謙造
- 破れ太鼓（1949年） -
- 黒い花（1950年） -
- 薩摩飛脚（1951年） - 西澤
- 鞍馬天狗 角兵衛獅子（1951年） - 土方歳三
- 月形半平太（1952年） - 岡崎幸蔵
- 柳生の兄弟（1952年） - 水谷兵衛
- 美男天狗党（1954年） - 弁慶の半太郎
- 絵島生島（1955年） - 後藤縫之助
- 大忠臣蔵（1957年） - 千崎弥五郎
- 敵は本能寺にあり（1960年） - 青山与三
- 無宿人別帳（1963年） - 大久保左内
- 極道（1968年） - 北原
- 戦後最大の賭場（1969年） - 稲葉英三郎
- やくざ戦争 日本の首領（1977年） - 檜木武男

### テレビ
- おもろい女（1965年9月18日、NHK総合） - 飯塚部隊長
- 松本清張シリーズ / 危険な斜面（1966年2月15日、関西テレビ）
- 銭形平次（フジテレビ / 東映）
  - 第3話「謎の夫婦雛」（1966年5月18日） - 横山頼母
  - 第32話「三日目の鐘」（1966年） - 高倉兵庫
  - 第54話「おんな牢」（1967年） - 塩野幸平
  - 第94話「幼馴染み」（1968年） - 番頭治平
  - （1968年 - 1981年） - 樋口一平
  - 第888話「ああ十手ひとすじ!!八百八十八番大手柄」（1984年） - 樋口一平
- 銀河ドラマ / 天使の羽根（1969年、NHK） - 桐野大三
- 妖術武芸帳 第1話「婆羅門妖法の巻・怪異妖法師」（1969年、TBS）
- 水戸黄門（TBS / C.A.L）（計19回出演）
  - 第1部
    - 第2話「人生に涙あり -江戸-」（1969年8月11日） - 寺の和尚
    - 第26話「越後騒動 -高田-」（1970年1月26日） - 阿部豊後守

  - 第4部
    - 第1話「旅立ちの歌 -水戸・江戸-」（1973年1月22日） - 山部主水正
    - 第20話「湖水の女 -十和田-」（1973年6月4日） - 家老内田
    - 第30話「御用金強奪事件 -白河-」（1973年8月13日） - 杉森救女

  - 第5部 第12話「討たれに来た男 -京都-」（1974年6月17日） - 柿原勘解由
  - 第6部 第15話「丁半花むしろ -倉敷-」（1975年7月7日） - 橋本伝右衛門
  - 第7部 第28話「ひょうろく玉の仇討ち -諏訪-」（1976年11月29日） - 大熊嘉平次
  - 第8部
    - 第8話「骨身にこたえた母の愛 -吉田-」（1977年9月5日） - 田代十兵衛
    - 第15話「殺しを誘う薪能 -和歌山-」（1977年10月24日） - 道阿弥

  - 第10部 第24話「襲われた中馬街道 -韮﨑-」（1980年1月28日） - 都留屋
  - 第11部 第10話「北の岬の仇討 -八戸-」（1980年10月20日） - 沢木亮之介
  - 第13部
    - 第5話「ドジな息子の泥棒修業 -清水-」（1982年11月15日） - 魚勢の源兵衛
    - 第12話「伊勢参り 娘初春七変化 -伊勢-」（1983年1月3日） - 大河内主膳

  - 第14部
    - 第16話「女傑に惚れた御老公 -新庄-」（1984年2月13日） - 大蔵三左衛門
    - 第28話「悪乗り八兵衛若旦那 -長浜-」（1984年5月7日） - 五兵衛

  - 第15部
    - 第12話「偽黄門様は喧嘩医者 -小倉-」（1985年4月15日） - 市木弥左衛門
    - 第35話「命を賭けた裏切り武士道 -高崎-」（1985年9月23日） - 奥村主膳

  - 第16部 第20話「九谷焼に賭けた兄弟愛 -大聖寺-」（1986年9月8日） - 家老
- 大岡越前（TBS / C.A.L）
  - 第1部 第28話「天一坊事件（後篇）」（1970年9月21日）
  - 第3部 第18話「過去を逃れて」（1972年10月16日）
  - 第4部 第11話「かわうそ仁術」（1974年12月16日） - 氏家平次郎
  - 第5部 第4話「恐怖！雨の夜の辻斬り」（1978年2月27日） - 刀屋主人
  - 第6部 第10話「鷹の威を借る悪い奴」（1982年5月10日） - 目付
  - 第7部 第24話「悪魔が狙った江戸小町」（1983年10月3日） - 大目付
  - 第9部 第11話「花嫁泣かせた出生の秘密」（1986年1月6日） - 仙吉
- 遠山の金さん捕物帳（NETテレビ / 東映）
  - 第20話「岡場所の女」（1970年） - 十丸屋十兵ヱ
  - 第27話「狼が狙った女」（1971年） - 山形達之進
  - 第38話「飛び出した女」（1971年） - 新藤昌左ヱ門
  - 第61話「母と名のれない女」（1971年） - 内藤軍太夫
  - 第72話「花の街に居残った男」（1971年） - 丁字屋徳兵衛
  - 第158話「見捨てられなかった男」（1973年） - 輪島屋
- 必殺シリーズ（ABC / 松竹）
  - 必殺仕掛人 第33話「仕掛人掟に挑戦!」（1972年） - 牢番 与平
  - 必殺仕置人
    - 第5話「仏の首にナワかけろ」（1973年） - 徳次郎
    - 第15話「夜がキバむく一つ宿」（1973年） - 奉行

  - 助け人走る 第13話「生活大破滅」（1974年） - 横山
  - 必殺必中仕事屋稼業 第17話「悟りて勝負」（1975年） - 平七
  - 必殺仕置屋稼業 第25話「一筆啓上不倫が見えた」（1975年） - 相模屋勘右エ門
  - 必殺仕業人 第26話「あんたこの心眼をどう思う」（1976年） - 清左衛門
  - 新・必殺仕置人
    - 第2話「情愛(なさけ)無用」（1977年）- 河内屋
    - 第20話「善意無用」（1977年）- 喜多村勘右ヱ門

  - 必殺仕事人 第5話「三十両で命が買えるか?」（1979年） - 井筒屋幸右ヱ門
  - 新・必殺仕事人 第41話「主水 父親捜しする」 - 松庵
  - 必殺シリーズ10周年記念スペシャル 仕事人大集合 （1982年） - 喜平
  - 必殺橋掛人 第9話「柴又帝釈天のトラを探ります」（1985年） - 帝釈天の寅
- お耳役秘帳 第18話「人柱は血の川に沈んだ」（1976年、関西テレビ） - 老中
- 悪党狩り（東京12チャンネル / 松竹 / 藤映像コーポレーション）
  - 第4話「夜叉と菩薩の谷間」（1980年） - 勘兵衛
  - 第24話「仇討無情」（1981年）
- 暴れん坊将軍シリーズ（ANB/東映）
  - 吉宗評判記 暴れん坊将軍 第167話「提灯侍一番勝負!」(1981年） - 松山大三郎
  - 暴れん坊将軍II 第59話「日本一のゴマすり茶坊主」（1984年） - 酒井丹後守
- 遠山の金さん 杉良太郎版 （NET/東映）
  - 第43話「江戸と浪花の風来坊」(1976年)  - 越後屋
  - 第69話「お白州に小判の雨が降る!」（1977年）- 医師 堂安
  - 第81話「お京・合掌！」（1977年）- 旗本 戸田左京
- 遠山の金さん 第1シリーズ 第36話「悪酒が招いた生花師匠殺人事件!」（1982年、ANB / 東映）
- 怪人二十面相と少年探偵団 第7,8回（1983年、関西テレビ / 宝塚映像） - 江川卓也
- 長七郎江戸日記 第1シリーズ SP6「風雲!旗本奴と町奴」（1986年4月1日、NTV / ユニオン映画）